# Nedumpura
Nedumpura es una ciudad censal situada en el distrito de Thrissur en el estado de Kerala (India). Su población es de 12399 habitantes (2011). Se encuentra a 18 km de Thrissur y a 56 km de Cochín.

## Demografía
Según el censo de 2011 la población de Nedumpura era de 12399 habitantes, de los cuales 5929 eran hombres y 6470 eran mujeres. Nedumpura tiene una tasa media de alfabetización del 89,95%, inferior a la media estatal del 94%: la alfabetización masculina es del 93,51%, y la alfabetización femenina del 86,74%.